# Titus Nicoară
Titus Nicoară, né le 25 mars 1988, à Oradea, en Roumanie, est un joueur roumain de basket-ball. Il évolue au poste d'ailier.